# Brachygalea obscura
Brachygalea obscura là một loài bướm đêm trong họ Noctuidae.